# غونتر إم. تسيغلر
غونتر إم. تسيغلر (بالألمانية: Günter Matthias Ziegler) (و. 1963  م) هو رياضياتي، وأستاذ جامعي ألماني، ولد في ميونخ، هو عضوٌ في الأكاديمية الألمانية للعلوم ليوبولدينا، وأكاديمية برلين براندنبورغ للعلوم، ومجتمع الرياضيات الأمريكي.

## التعليم
تعلم في معهد ماساتشوستس للتكنولوجيا.

## جوائز
حصل على جوائز منها:
- Hector Wissenschaftspreis  [لغات أخرى]‏ (2013)
- Communicator Award of DFG  [لغات أخرى]‏ (2008)
- جائزة غوتفريد ويلهلم ليبنز (2001)
- Gerhard-Hess-Preis  [لغات أخرى]‏ (1994)
- زميل الجمعية الأمريكية للرياضيات.

## روابط خارجية
- غونتر إم. زيغلر على موقع IMDb (الإنجليزية)
- غونتر إم. زيغلر على موقع مونزينجر (الألمانية)